# Édith Cresson
Édith Cresson (Boulogne-Billancourt, França 1934) és una política francesa que fou Primera Ministra de França entre els anys 1991 i 1992, la primera dona de la història francesa a ocupar el càrrec de primera ministra, així com Comissària Europea de Recerca, Ciència i Tecnologia en la Comissions Santer i Marín.

## Biografia
Va néixer el 27 de gener de 1934 a la ciutat de Boulogne-Billancourt, població situada al departament dels Alts del Sena i a la regió de l'Illa de França, membre d'una família burgesa. Va estudiar demografia a La Sorbona de París i economia a HEC Jeunes Filles (ara HEC Paris).

## Activitat política
Políticament propera al socialista François Mitterrand, el 1974 ocupà el secretariat del partit per als afers juvenils i el 1975 va esdevenir membre del comitè director del Partit Socialista (PS), càrrec que va ocupar fins al 1990.

### Política local
El 1977 fou escollida alcaldessa de la població de Thuré, població situada al departament de Viena, càrrec que va ocupar fins al 1983. Nomenada Consellera General d'aquest departament entre 1882 i 1998, l'any 1983 fou escollida alcadessa de Châtellerault, càrrec que exercí fins al 1997.

### Política nacional
En la formació de govern per part del Primer Ministre Pierre Mauroy el maig de 1981 fou nomenada Ministra d'Agricultura, càrrec que exercí fins al març de 1983. A partir d'aquesta data, en el tercer govern de Mauroy, fou nomenada Ministra de Comerç Exterior i Turisme, exercint les seves funcions entre març de 1983 i juliol de 1984. En la formació d'un nou govern, encapçalat per Laurent Fabius fou nomenada Ministra de d'Indústria, mantenint així mateix la cartera de Comerç Exterior, càrrecs que exercí fins al març de 1986.
En la formació del govern encapçalat per Michel Rocard el juny de 1988 fou nomenada Ministra d'Afers Europeus, càrrec que exercí fins a l'octubre de 1990. Després de la caiguda del govern de Rocard, el president de França François Mitterrand la nomenà el maig de 1991 Primera Ministra de França. El juliol del mateix any presentà un pla per a frenar la immigració clandestina a França i, sota la constant pressió del fenomen de l'ultradretà Jean-Marie Le Pen, volgué unir els esforços de tots els socialistes francesos. Fou rellevada finalment del càrrec per Mitterrand l'abril de 1992 després de la desfeta socialista en les eleccions regionals del març del 1992.

### Política europea
L'any 1979 fou escollida eurodiputada al Parlament Europeu en les eleccions europees d'aquell any, mantenint el seu escó fins al 1981, moment en el qual entrà a formar part del govern de França com a ministra.
El gener de 1995 fou nomenada Comissària Europea de Recerca, Ciència i Tecnologia en la Comissió Santer. Ocupà el càrrec fins al setembre de 1999, després de la dimissió col·lectiva de la Comissió Europea dirigida per Jacques Santer, com a conseqüència d'una investigació que denunciava els casos de mala gestió i nepotisme, dels quals fou especialment acusada i pels quals l'any 2000 li fou llevada la immunitat parlamentària. Per aquesta imputació fou jutjada pel Tribunal de Justícia de les Comunitats Europees el 2006 que la sentencià a una condemna simbòlica.